# Cultureel centrum (Rusland)

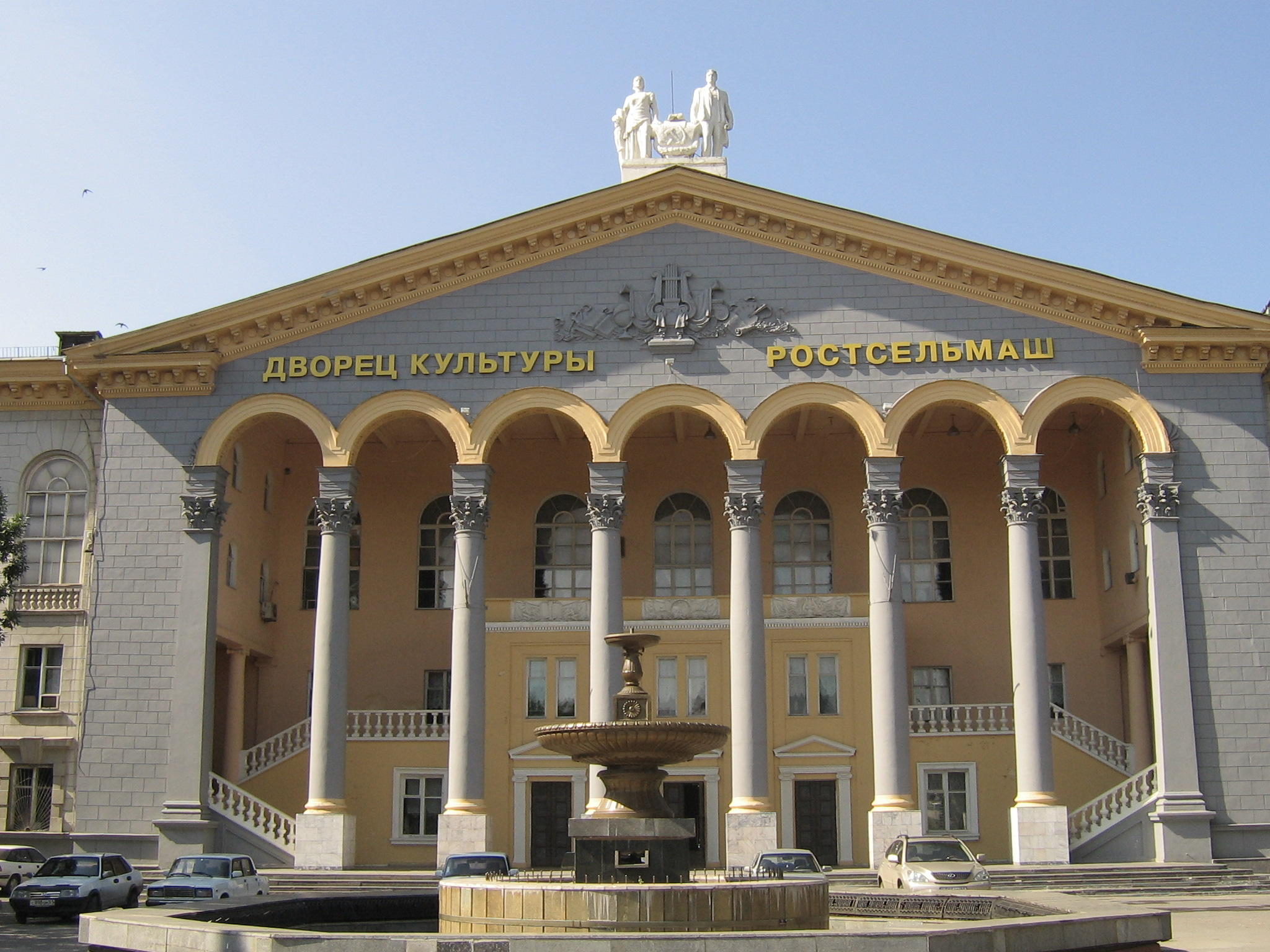
Cultuurpaleis van het landbouwbedrijf Rostselmasj in de Russische stad Rostov aan de Don

Een cultuurhuis (Russisch: Дом культуры; dom koeltoery), bij grotere gelegenheden cultuurpaleis (Russisch: Дворец культуры; dvorets koeltoery, Chinees: 文化宫; wénhuà gōng) en in kleinere plaatsen ook wel kortweg club (kljoeb) genoemd, was in socialistische staten, zoals de Sovjet-Unie en de rest van het Oostblok en de Volksrepubliek China en is in het huidige Rusland de benaming voor een cultureel centrum, meer bepaald een clubhuis. 
Vroeger werden culturele centra ook wel aangeduid als 'club', maar dit betekende niet dat ze zoals bij gewone clubs gebaseerd waren op lidmaatschap.

## Voorzieningen
Een cultureel centrum is doorgaans een multifunctioneel gebouw waar allerlei vormen van recreatie en hobby's kunnen worden uitgevoerd, zoals sport, verzamelen en het beoefenen van kunsten. Binnen een cultuurhuis of -paleis bevinden zich afhankelijk van de locatie en grootte vaak een of meerdere zalen die bijvoorbeeld kunnen worden gebruikt als bioscoop, concertzaal, dansstudio (voor volksdansen, ballet of ballroomdans), ruimtes voor het beoefenen van hobby's, radioamateurgroepen, amateurtheaterstudio's, amateurmuziekstudio's en amateurbands en ruimtes die werden gebruikt als lectorium (auditorium). Soms werd er ook een openbare bibliotheek gehuisvest. In kleinere dorpen was er doorgaans in elk geval een ruimte voor dansavonden en een kleine bioscoop. In de sovjetperiode werden in culturele centra vaak ook lokale congressen en conferenties gehouden van de regionale afdelingen van de Communistische Partij en de Komsomol.
Groepen die van culturele centra gebruik maken worden soms onderverdeeld op basis van leeftijd: van kinderen tot gepensioneerden. In de socialistische periode konden hobbygroepen er gratis gebruik van maken. 

## Locaties

### Sovjet-Unie
Culturele centra werden binnen de Sovjet-Unie vanaf 1920 opgezet als opvolger van de Volkshuizen en wel vanuit het idee van de nieuwe Sovjet-mens: dat hiermee de 'culturele vrije tijd' van de Sovjetarbeiders en hun kinderen kon worden gediend en 'cultuurloze vrije tijd' zoals drankmisbruik en hooliganisme kon worden bestreden. Culturele centra waren ofwel eigendom van de staat of van een staatsbedrijf. In elke plaats hadden een kolchoz en/of sovchoz een cultureel centrum. Grote industriële bedrijven hadden hun eigen culturele centra die werden bestuurd door de eraan verbonden vakbonden. Ook waren er culturele centra voor speciale doelgroepen, zoals de jonge Pioniers en officieren uit het Rode Leger.
Na het uiteenvallen van de Sovjet-Unie viel veel financiering weg en moest er voor sommige activiteiten wel worden betaald om de gebouwen te kunnen bekostigen. In een aantal voormalige sovjetlanden is de naam cultuurhuis of cultuurpaleis nog altijd in gebruik, maar in een aantal andere landen is de naam vanwege een negatieve associatie met de Sovjet-Unie gewijzigd naar een andere naam, zoals meer algemeen 'cultureel centrum', 'concertzaal' of 'congresgebouw'.

### Andere landen
In de Volksrepubliek China is het Pekingse Arbeiderscultuurpaleis in de Taimiao in de Verboden Stad het bekendste en meest centraal gelegen cultuurpaleis.
Ook in andere socialistische landen werden dergelijke gebouwen geplaatst naar voorbeeld van de Sovjet-Unie, zoals de Casa de la Cultura en Centro cultural in Spaanssprekende landen in met name Latijns-Amerika en later ook in Spanje zelf. In Frankrijk en later ook in de Franssprekende Canadese provincie Quebec werden onder invloed van Minister van Cultuur André Malraux in de jaren 1960 eveneens dergelijke gebouwen geplaatst onder de naam Maison de la culture. Ook het Kulttuuritalo (cultureel centrum) van Alvar Aalto in de Finse hoofdstad Helsinki (1958) was gemodelleerd naar het cultuurpaleis uit de Sovjet-Unie en was tot 1992 eigendom van de Communistische Partij van Finland.